# Mikrofony Popcornu
Mikrofony Popcornu – nagroda w przemyśle muzycznym. Rozdawana corocznie przez młodzieżowy miesięcznik Popcorn. Pierwsze statuetki rozdano w  połowie lat 90. Najczęściej przydzielane są nie przez Jury, lecz przez głosowanie czytelników miesięcznika. Jury wybiera tylko nominacje do nagród. Sympatie czytelników często pokrywały się z rozdawanymi Fryderykami lub innymi nagrodami w polskim przemyśle fonograficznym.
W 2011 roku przyznano nagrody po raz ostatni.

## Mikrofony Popcornu 1995
Laureatami zostali:
- Wokalistka Roku – Polska: Edyta Górniak
- Wokalista Roku – Polska: Robert Janowski
- Zespół Roku – Polska: Varius Manx
- Przebój Roku – Polska: Edyta Górniak „To nie ja”

## Mikrofony Popcornu 1996
Laureatami zostali:
- Wokalistka Roku – Polska: Kasia Kowalska
- Wokalista Roku – Polska: Robert Gawliński
- Zespół Roku – Polska: Varius Manx
- Przebój Roku – Polska: Kasia Kowalska „A to co mam”

## Mikrofony Popcornu 1997
Laureatami zostali:
- Wokalistka Roku – Polska: Anita Lipnicka
- Wokalista Roku – Polska: Andrzej Piaseczny
- Zespół Roku – Polska: Varius Manx
- Przebój Roku – Polska: Varius Manx „Orła cień”

## Mikrofony Popcornu 1998
Laureatami zostali:
- Wokalistka Roku – Polska: Natalia Kukulska
- Wokalista Roku – Polska: Andrzej Piaseczny
- Zespół Roku – Polska: Just 5
- Przebój Roku – Polska: Just 5 „Kolorowe sny”

## Mikrofony Popcornu 1999
Laureatami zostali:
- Wokalistka Roku – Polska: Urszula
- Wokalista Roku – Polska: Andrzej Piaseczny
- Zespół Roku – Polska: Just 5
- Przebój Roku – Polska: Just 5 „Gdzie nie ma róż”

## Mikrofony Popcornu 2000
Laureatami zostali:
- Wokalistka Roku – Polska: Kayah
- Wokalista Roku – Polska: Gabriel Fleszar
- Zespół Roku – Polska: Just 5
- Przebój Roku – Polska: Edyta Górniak & Mieczysław Szcześniak „Dumka na dwa serca”

## Mikrofony Popcornu 2001
Laureatami zostali:
- Wokalistka Roku – Polska: Kasia Kowalska
- Wokalista Roku – Polska: Stachursky
- Zespół Roku – Polska: Brathanki
- Przebój Roku – Polska: Budka Suflera „Bal wszystkich świętych”

## Mikrofony Popcornu 2002
Laureatami zostali:
- Wokalistka Roku – Polska: Magda Femme
- Wokalista Roku – Polska: Michał Wiśniewski
- Zespół Roku – Polska: Ich Troje
- Przebój Roku – Polska: Ich Troje „Powiedz”
- Osobowość Roku: Alicia Keys

## Mikrofony Popcornu 2003
Laureatami zostali:
- Wokalistka Roku – Polska: Kasia Kowalska
- Wokalista Roku – Polska: Michał Wiśniewski
- Zespół Roku – Polska: Ich Troje
- Przebój Roku – Polska: Wilki „Baśka”
- Osobowość Roku: Wilki

## Mikrofony Popcornu 2004
Laureatami zostali:
- Wokalistka Roku – Polska: Ewelina Flinta
- Wokalista Roku – Polska: Marcin Rozynek
- Zespół Roku – Polska: Łzy
- Przebój Roku – Polska: Łzy „Oczy szeroko zamknięte”
- Osobowość Roku: Sistars

## Mikrofony Popcornu 2005
Laureatami zostali:
- Wokalistka Roku – Polska: Monika Brodka
- Wokalista Roku – Polska: Marcin Rozynek
- Zespół Roku – Polska: Wilki
- Przebój Roku – Polska: Monika Brodka „Ten”
- Osobowość Roku: Sidney Polak

## Mikrofony Popcornu 2006
Laureatami zostali:
- Wokalistka Roku – Polska: Doda
- Wokalista Roku – Polska: Szymon Wydra
- Zespół Roku – Polska: Virgin
- Przebój Roku – Polska: Mandaryna „Ev'ry night”

## Mikrofony Popcornu 2007
Laureatami zostali:
- Wokalistka Roku – Polska: Gosia Andrzejewicz
- Wokalista Roku – Polska:
- Zespół Roku – Polska: Virgin
- Przebój Roku – Polska: Virgin „Szansa”
- Osobowość Roku: Ania Dąbrowska

## Mikrofony Popcornu 2008
Laureatami zostali:
- Wokalistka Roku – Polska: Gosia Andrzejewicz
- Wokalista Roku – Polska: Łukasz Zagrobelny
- Zespół Roku – Polska: Feel
- Przebój Roku – Polska: Feel „A gdy jest już ciemno”

## Mikrofony Popcornu 2009
Laureatami zostali:
- Wokalistka Roku – Polska: Doda
- Wokalista Roku – Polska: Piotr Kupicha
- Zespół Roku – Polska: Feel
- Przebój Roku – Polska: Sylwia Grzeszczak i Liber „Co z nami będzie?”
- Osobowość Roku: Audiofeels

## Mikrofony Popcornu 2010
Laureatami zostali:
- Wykonawca Roku – Polska: Ewa Farna
- Przebój Roku – Polska: Ewa Farna „Cicho”

## Mikrofony Popcornu 2011
Laureatami zostali:
- Wykonawca Roku – Polska: Ewa Farna
- Przebój Roku – Polska: Ewa Farna „Ewakuacja”
- Osobowość Roku: Doda

## Najwięcej sukcesów
| Liczba zdobytych Mikrofonów | Wykonawca |
| --------------------------- | --- |
| 6                           | Doda |
| 5                           | Just 5, Ich Troje |
| 4                           | Varius Manx, Wilki, Feel, Ewa Farna |
| 3                           | Edyta Górniak, Kasia Kowalska, Andrzej Piaseczny |
| 2                           | Gosia Andrzejewicz, Marcin Rozynek, Łzy, Monika Brodka |
| 1                           | Robert Janowski, Anita Lipnicka, Natalia Kukulska, Urszula, Kayah, Gabriel Fleszar, Mieczysław Szcześniak, Stachursky, Brathanki, Budka Suflera, Magda Femme, Ewelina Flinta, Sistars, Sidney Polak, Mandaryna, Szymon Wydra, Ania Dąbrowska, Łukasz Zagrobelny, Audiofeels, Sylwia Grzeszczak, Liber |